# Jan Steen (skulptör)
Jan Urving Steen, född 26 november 1929 i Tidaholm, död 24 juli 1997 i Mölndal, var en svensk skulptör och tecknare. 
Han var son till fabriksarbetaren Karl Oskar Emanuel Sten och Eva Ester Florette Hoffman samt 1957–1978 gift med Gudrun Agnes Wilhelmina Assarsson. Steen studerade vid Slöjdföreningens skola i Göteborg 1949–1954 och vid skulpturavdelningen vid Valands konstskola 1955–1960. Under sin tid vid skolan tilldelades han det Adlerbethska stipendiet 1957–1958 och 1963 ett av Ester Lindahls resestipendier samt Göteborgs stads kulturstipendium 1965. Tillsammans med Bengt Borglund och Karl-Åke Nyström ställde han ut i Tidaholm 1956 och tillsammans med Arne Linderos ställde han ut på Värmlands museum 1957. Han medverkade i utställningen Skulptur i natur som visades i Båstad 1955, Göteborgs konstförenings Decemberutställningar på Göteborgs konsthall, Sveriges allmänna konstförening]s vårsalong på Liljevalchs konsthall 1957, ungdomsbiennalen i Gorina i Italien 1958. Bland hans offentliga arbeten märks ett par skulpterade dörrar till Lorensbergsrestaurangen i Göteborg och till Vår gård i Saltsjöbaden utförde han en takrelief samt järn smidesskulpturen Multiplikationen för Kungälvs läroverk. Hans konst består av skulpturgrupper med sittande kvinnor, mödrar med barn, men även rent abstrakta kompositioner.